# Johannesburg-Aktionsplan

Flagge von Johannesburg

Der Johannesburg-Aktionsplan (englisch: Johannesburg Plan of Implementation) wurde im September 2002 auf dem Weltgipfel für nachhaltige Entwicklung in Johannesburg (Südafrika) verabschiedet. Er bestätigt die Ziele der Millenniumserklärung des Jahres 2000. Er umfasst eine Vielzahl von Vereinbarungen, die die Ziele aus der Konferenz in Rio de Janeiro 1992 aufgreift und erweitert. Außerdem enthält er neu formulierte Ziele.

## Vorgeschichte: Rio de Janeiro 1992
Im Jahr 1992 kam es auf der UN-Konferenz für Umwelt und Entwicklung in Rio de Janeiro zu einem Treffen der internationalen Gemeinschaft, bei dem das Ziel einer nachhaltigen Entwicklung verfolgt wurde. Eine unabhängige Kommission sollte politisch und rechtlich verbindliche Handlungsvorgaben entwickeln. Neben umweltpolitischen Problemen wurden auch die globalen Entwicklungsprobleme im umweltpolitischen Zusammenhang behandelt. Es kamen in Rio fünf „Dokumente“ zustande. Ein Ergebnis aus dieser Konferenz war die Agenda 21. Diese enthält 40 Kapitel, die alle wesentlichen Politikbereiche einer umweltverträglichen und nachhaltigen Entwicklung behandeln. Viele Aktivitäten zur „Lokalen Agenda 21“ wurden in der Folgezeit auf regionaler, nationaler und weltweiter Ebene vernetzt.

## Johannesburg-Aktionsplan 2002

Flagge der Vereinten Nationen

Zehn Jahre nach Rio de Janeiro wurde das Thema Nachhaltigkeit im Jahr 2002 noch einmal auf dem Weltgipfel für nachhaltige Entwicklung in Johannesburg aufgegriffen. Zu einer wichtigen Vereinbarung auf diesem Gipfel gehörte, die wirtschaftliche und soziale Entwicklung, sowie den Umweltschutz unter politisch stabilen Bedingungen zu festigen. Dies sollte auf globaler, lokaler, nationaler und regionaler Ebene geschehen.
Um dieser Vereinbarung gerecht zu werden, verabschiedeten die Teilnehmer des Gipfels den sogenannten „Aktionsplan von Johannesburg 2002“. In diesem wurden die Ziele der Millenniumserklärung des Jahres 2000 verabschiedet.

### Strategien
In diesem Sinne sollte Johannesburg eine klar formulierte politische Botschaft für eine „nachhaltige Entwicklung der Globalisierung“ senden. Dies sollte in den fünf „Schlüsselfeldern“ Wasser, erneuerbare Energien, Gesundheit, Landwirtschaft und Biodiversität geschehen. Die konkreten Ziele seien möglichst schnell umzusetzen. Zudem wurde unter dem Begriff „Nachhaltigkeit“ definiert, dass eine Entwicklung erst dann nachhaltig ist, wenn die Bedürfnisse der heutigen Generation befriedigt werden, ohne dabei die Möglichkeiten künftiger Generationen zur Befriedigung ihrer eigenen Bedürfnisse zu beeinträchtigen. Hierbei steht die Befriedigung der Grundbedürfnisse und die Tragfähigkeit des globalen Ökosystems im Mittelpunkt.

### Ziele
Aufbauend auf der Millenniumserklärung vereinbarten die Delegierten im Aktionsplan folgende Ziele:
1. Das sogenannte Artensterben sollte bis Anfang 2010 deutlich reduziert werden.
2. Die negativen Auswirkungen von Chemikalien auf die Umwelt und die Menschheit sind bis 2020 deutlich zu verringern.
3. Länder stehen unter der Pflicht, ihre Entwicklungshilfe auf 0,7 Prozent des Bruttosozialproduktes zu erhöhen.
4. deutliche Steigerung des Anteils erneuerbarer Energien.
5. Geschädigte Fischbestände sollten sich bis 2015 erholen.
6. Der Diskriminierung von Frauen muss ein Ende gesetzt werden.
7. Global handelnde Unternehmen haben die Aufgabe, ökologische und soziale Verantwortung zu übernehmen.
8. Umweltschädliche Subventionen sollen abgeschafft werden, vor allem im Bereich der Steinkohlesubventionen.
9. Die internationalen Umweltvereinbarungen dürfen nicht den Regeln der WTO untergeordnet sein.
10. Eine Änderung des Konsum- und Produktionsverhaltens muss herbeigeführt werden.
11. Alle Staaten sollen sich dem Kyoto-Protokoll anschließen.
12. Der Verlust von natürlichen Ressourcen wie zum Beispiel die von Seen und Wäldern muss umgehend gestoppt werden.
13. Ein „Welt-Solidaritätsfonds“ soll die Armutsbekämpfung unterstützen. Dieser Fonds soll auf freiwilligen Beiträgen basieren.
14. Der Anteil der Menschen ohne Zugang zu sauberem Trinkwasser sollte bis 2015 halbiert werden.[7]

### Kritische Diskussion
Mit der Konferenz in Johannesburg wurde letztendlich ein Aktionsplan verabschiedet, der im stetigen Prozess umgesetzt werden sollte. Eine Vielzahl von Kritikern betrachteten diese Konferenz und die daraus resultierenden Ziele im Nachhinein anhand verschiedener Kriterien:

#### Erfolge
Auch wenn dem „Weltgipfel für Nachhaltige Entwicklung“ das große Scheitern in den ersten Jahren nach der Verabschiedung nachgesprochen wurde, kam es mit dieser Verabschiedung zu einem langfristigen Fortschritt. Da Johannesburg eine Folgekonferenz auf die des Rio – Gipfels aus dem Jahr 1992 war, war es schon im Vorhinein klar, dass sie weit nicht solche Ergebnisse wie damals erreichen konnten. Trotz des Fehlens verbindlicher Umsetzung konnte man auf diesen Aktionsplan sehr gut im Nachhinein aufbauen. Im Vergleich zu „Rio 1992“ wurden hier in verhältnismäßig kurzer Zeit Fortschritte erzielt.
Ein absolut messbarer Erfolg des Johannesburg-Aktionsplans war die Zielformulierung zur „Nachhaltigen Entwicklung“. Sie ist zu einem Leitbild geworden, das tatsächlich quer durch alle Politikbereiche als ein Lösungsansatz angesehen wird.
Ein weiterer Erfolg der Verabschiedung bestand in der Kombination wirtschaftlicher und finanztechnischer Fragen mit der Umweltproblematik. Hierbei wurde eine einschneidende Grundlage gelegt, die besagt, dass weder im Bereich der Finanzen noch in der Wirtschaft Umwelt- und Sozialrelevante Themen ausgeschlossen werden dürfen.

#### Defizite
Auch wenn die Verabschiedung des Johannesburg-Aktionsplans einige wenige Erfolge mit sich brachte, kam es zu zahlreichen Defiziten.
Da die Verhandlungen des Weltgipfels unter dem starken Einfluss von „wirtschaftlicher Globalisierung“ und „Handelsliberalisierung“ standen, waren vor allem die Industriestaaten nicht bereit, über die Beschlüsse von Monterrey und Doha hinauszugehen. Dies führte dazu, dass der verabschiedete Aktionsplan unter den mangelnden Zeitvorgaben sowie den unklar formulierten Zielvorgaben leiden musste. Zudem ist es dem „Weltgipfel 2002“ nicht gelungen, die Ziele der großen UN-Konferenz im Jahr 1990 zu den Themen Frauen, Bevölkerungsfragen oder HIV/Aids zu berücksichtigen. Vor allem dieses Defizit wurde sehr stark kritisiert.
Kritiker kritisieren vor allem die unklare Formulierung der Ziele. Diese wurden großteils sehr schwach und vor allem ungenau formuliert. Eine solche „Ungenauigkeit“ führt zu Ineffizienz einiger Ziele. Ein Beispiel hierfür ist die Minimierung der Giftstoffe in zahlreichen Chemikalien. Es wird nur benannt, dass diese Chemikalien reduziert werden sollten, jedoch werden hier keine weiteren Details aufgezählt. Damit verliert dieses Ziel an Bedeutung und Berücksichtigung sowie einige andere Ziele auch.

## Rio-de-Janeiro-Konferenz 2012
Aufbauend auf den Aktionsplan in Johannesburg, fand vom 20. bis zum 22. Juni 2012 eine weitere und vorerst letzte Konferenz für nachhaltige Entwicklung in Rio de Janeiro statt. Ein Ziel dieser Konferenz war es, die Staaten erneut auf eine nachhaltige Entwicklung zu verpflichten. Diese Konferenz griff einige Ziele des Aktionsplanes noch einmal auf und konkretisierte sie. Ein Beispiel hierfür ist das Einleiten von Maßnahmen, um die globalen Fischbestände in einer solchen Höhe zu erhalten oder auf diese Höhe zurückzuführen, die den höchstmöglichen Dauerertrag sichert. Hier wurde ein konkretes Zeitfenster, das sich bis 2015 hinziehen sollte, beschlossen. Da der Beschluss zum Abbau von schädlichen Subventionen zu diesem Zeitpunkt eher schwach ausfiel, wurden Länder dazu angeregt, diese Subventionen zu rationalisieren.
Durch die rege und sehr schleppende Umsetzung des Rio-Johannesburg-Aktionsplanes fehlte es den Delegierten im Jahr 2012 vor allem an Vertrauen in den politischen Willen der jeweils anderen Seite, das Ruder in Richtung „nachhaltige Entwicklung“ herumzureißen. Auf dies sollte in dieser Konferenz mehr Wert gelegt werden.
In der Abschlusserklärung dieser Konferenz wurden die sogenannten „SDGs“ (Sustainable Development Goals) beschlossen, die ein neues Zeitfenster, dass sich bis in das Jahr 2015 erstrecken sollte, bekamen. Zwar wurde in diesem Abschlussdokument wieder sehr viel offen gelassen, jedoch bot es sehr viel Raum für Verbesserungen und eröffnete Chancen, die Ergebnisse nachträglich aufzuwerten.

## Aktuelle Situation
Die Umsetzung des Aktionsplanes dauert an, und darauf aufbauend entwickeln sich neue.
- Das sogenannte „Artensterben“ soll bis Anfang 2010 deutlich reduziert werden.

Mit diesem Ziel wurde festgehalten, dass die in der Roten Liste erfassten bedrohten Arten sich um eine Kategorie verbessern sollten. Hierbei sollte zudem der Anteil von Wildnis und Naturwäldern deutlich gesteigert werden.
Jedoch konnte dieses Ziel bis heute nicht realisiert werden. Vor allem in Deutschland sind nahezu ein Zehntel der Pilz-, Pflanzen- und Tierarten ausgestorben. Weitere 30 bis 40 Prozent sind vom Aussterben bedroht bzw. gefährdet.
- Die negativen Auswirkungen von Chemikalien auf die Umwelt und die Menschheit sind bis 2020 deutlich zu verringern.

Innerhalb dieses Zieles wurde festgehalten, das die Anreicherung von Chemikalien in Nahrungsketten, in Luft und in den Gewässern deutlich verringert werden sollte.
Wenn man die Entwicklung dieses Zieles bis heute zurückverfolgt, kann man feststellen, dass sich dieses Ziel noch im Umsetzungsprozess befindet. Aufbauend auf dieses Ziel, werden verschiedene Maßnahmen und Umweltqualitätsnormen innerhalb der Länder getroffen. Einige Länder wie zum Beispiel die Schweiz legen innerhalb des Zieles verschiedene Zeiträume fest. Dies weitet sich teilweise bis 2030 aus.
- Länder stehen unter der Pflicht, ihre Entwicklungshilfe auf 0,7 Prozent des Bruttosozialproduktes zu erhöhen.

Innerhalb dieses Zieles verpflichteten sich die Industrieländer, öffentliche Hilfe im Umfang von mindestens 0,7 Prozent des Bruttosozialproduktes zu leisten. Diesem 0,7-Prozent-Ziel wird im Kreise verschiedener Kritiker das klägliche Scheitern zugewiesen. Ein zu großer Anteil der Menschheit lebt immer noch in Armut.
- Deutliche Steigerung des Anteils erneuerbarer Energien.

Das Thema der „erneuerbaren Energien“ ist bis heute ein großes Thema. Da der Energiebedarf durch die exponentiell wachsende Weltbevölkerung immer stetig wachsen wird, ist es energie-, umwelt- und klimapolitisch sehr wichtig, erneuerbare Energien auszuweiten und den Energiekonsum zu reduzieren. Hierbei wird innerhalb des Zieles festgelegt, dass eine 20-prozentige Energieeinsparung gegenüber der Trendentwicklung stattfinden muss. Durch eine Vielzahl von Untersuchungen und Studien ist mittlerweile bekannt, dass die Erdgas- und Erdölreserven nur noch ca. 50 Jahre ausreichen. Hierbei liegen die Gründe im starken Bevölkerungswachstum, wie auch im gesteigerten Transportaufkommen. Auch die wachsende Energienachfrage trägt ihren Teil dazu bei. Vor allem in Russland, China und Indien ist die Nachfrage sehr groß. China und Indien haben bis heute ihren Energieverbrauch seit 1980 versechsfacht, und es wird bis 2030 noch einmal auf das Doppelte ansteigen. Auch hier befinden wir uns noch im stetigen Umsetzungsprozess der Steigerung von erneuerbaren Energien.
- Geschädigte Fischbestände sollen sich bis 2015 erholen.

Auch innerhalb dieses Zieles befindet man sich immer noch im Umsetzungsprozess. Hier gehen jährlich 3 Milliarden Euro wegen Überfischung verloren. Zudem sind 41 % der untersuchten Bestände im Nordost-Atlantik und den angrenzenden Gewässern noch immer überfischt. Im Mittelmeer sind von 97 Beständen 91 % überfischt.
Um dieses Ziel realisieren zu können, wurde eine neue Gemeinsame Fischerpolitik (GFP) festgelegt. Diese trat am 1. Januar 2014 in Kraft. Mit der GFP sollen sich die Fischbestände erholen und daraus resultierend für Nahrungsmittel eingesetzt werden können. Zudem kann ein guter Umweltzustand in den Meeren erreicht und ein faires Fischen durch EU-Flotten in Nicht-EU-Gewässern gewährleistet werden. Die GFP enthält zudem Maßnahmen gegen Überfischung und zur Verringerung der Rückwürfe. Die EU hat damit die einmalige Chance, der nachhaltigen Fischerei innerhalb und außerhalb der EU zum Durchbruch zu verhelfen.
- Der Diskriminierung von Frauen muss ein Ende gesetzt werden.

Dieses Ziel verbietet die Diskriminierung von Frauen in allen Lebensbereichen. Dies umfasst zum Beispiel die Bereiche Politik, Bildung, Familie, Arbeit, Wirtschaft, Soziales, Kultur und Gesetzgebung.
Hierbei müssen die Mitgliedsstaaten regelmäßig über die Umsetzung des Übereinkommens auf nationaler Ebene berichten. Diese Berichte zur Beseitigung der Diskriminierung der Frauen gelangen mindestens alle vier Jahre an den VN-Ausschuss.
Die Beteiligung von Frauen an Gesellschaft und Politik weist vor allem in Afrika einen Fortschritt auf. Dies kann man sehr gut in der Politik Afrikas erkennen. Hier waren 1960 nur ein Prozent der Frauen in der Politik vertreten, wohingegen 2009 der Anteil bei rund 20 Prozent lag. Jedoch verbessert dies nicht die gesellschaftliche Situation der Mehrheit der Frauen in Afrika. Ein großer Teil dieser Frauen wird bis heute noch diskriminiert.
Deshalb entschied sich das Europäische Parlament am 8. Oktober 2015 für eine Erneuerung des EU-Aktionsplans. Dieser sollte die Gleichstellung der Geschlechter und Machtgleichstellung der Frauen in der Entwicklungszusammenarbeit aufgreifen. In diesem Nachfolgeplan sollten alle Aspekte der Außenpolitik der EU stehen. Dazu gehören: Entwicklungszusammenarbeit, humanitäre Hilfe, Handel, Menschenrechte und auswärtige Angelegenheiten, Migration und Asyl.
- Global handelnde Unternehmen haben die Aufgabe, ökologische und soziale Verantwortung zu übernehmen.

Dieses Ziel wurde in vielen Bereichen unterschiedlicher Unternehmen umgesetzt. Dies konnte vor allem umgesetzt werden, da die EU-Kommission 2014 eine Berichtspflicht zur Nachhaltigkeitsleistung von großen Unternehmen anforderte. Die EU-Kommission fordert mehr Transparenz von Unternehmen zu den ökologischen und sozialen Folgen ihres Geschäfts.
Sie sollten erläutern, welche Emissionen sie selbst oder über ihre Wertschöpfungskette verursachten und was sie dagegen unternehmen wollten. Zudem sollten sie darlegen, ob sie mehr Energie- und Ressourceneffizienz erreichen, unter anderem was sie für ihre Beschäftigten tun, um die Arbeitsbedingungen bei ihren Zulieferern erträglich zu machen und dazu die Menschen faire Löhne erhalten. Die Richtlinie soll aber nur für „Unternehmen des öffentlichen Interesses“ gelten, insbesondere für börsennotierte. Dies reduziert den Kreis von einst angepeilten 18.000 auf 6.000 Unternehmen.
- Umweltschädliche Subventionen sollen abgeschafft werden, vor allem im Bereich der Steinkohlesubventionen.

In diese Maßnahme wurde bis in das Jahr 2015 sehr viel Geld investiert. Vor allem Deutschland gab für dieses Ziel im Jahr 2010 rund 35,8 Milliarden Euro aus. Jedoch ist man hier von einer nachhaltigen Haushaltspolitik immer noch weit entfernt. Innerhalb der Vereinten Nationen kann man deutlich erkennen, dass der Abbau der umweltschädlichen Subventionen bis heute wenig Erfolg hatte. Aufgrund dessen wurde eine Europa-2020-Strategie verabschiedet. Mit Hilfe dieser Strategie soll der Fortschritt der Mitgliedsstaaten überwacht werden. Hierbei sollen vor allem Abbauschritte verbindlich und überprüfbar gemacht werden.
- Die internationalen Umweltvereinbarungen dürfen nicht den Regeln der WTO untergeordnet sein.

Dieses Ziel wurde von den Vereinten Nationen eingehalten. Die Umweltvereinbarungen sind nicht der WTO untergeordnet. Jedoch beteiligt sich die WTO als Akteur einer internationalen Organisation an den Umweltvereinbarungen, auch wenn deren Primäraufgaben nicht im Umweltbereich liegen. Neben der WTO beteiligen sich noch einige weitere Akteure an der internationalen Umweltvereinbarung. Diese sind zum Beispiel die Energieagentur, die Weltbank, die UNDP, die WHO und viele andere internationale Organisationen.
- Eine Änderung des Konsum- und Produktionsverhaltens muss herbeigeführt werden.

Konkretisiert wurde das Ziel in dem 2003 gestarteten Marrakesch-Prozess, in dessen Zentrum die Entwicklung von Strategien und Maßnahmen zur Stärkung nachhaltiger Konsum- und Produktionsmuster stehen. Der Marrakesch-Prozess bildet die Basis für nationale Strategien zur Förderung nachhaltiger Produktions- und Konsummuster.
In Deutschland wurde vor diesem Hintergrund im Jahre 2004 vom Bundesumweltministerium und dem Umweltbundesamt der nationale Dialogprozess zur nachhaltigen Konsum- und Produktionsweisen ins Leben gerufen. Auf der europäischen Ebene folgte im Jahr 2008 der Aktionsplan „Nachhaltigkeit in Produktion und Verbrauch“.
Auf dem Weltgipfel für nachhaltige Entwicklung in Rio de Janeiro 2012 (Rio+20) wurde der Zehn-Jahres-Rahmen für das Programm der nachhaltigen Konsum- und Produktionsweisen in der Fassung der CSD 19 beschlossen.
Auch dieses Ziel befindet sich weiterhin im Umsetzungsprozess.
- Alle Staaten sollen sich dem Kyoto-Protokoll anschließen.

Innerhalb dieses Zieles wird das Kyoto-Protokoll benannt, das am 11. Dezember 1997 beschlossen wurde und als Zusatzprotokoll zur Ausgestaltung der Klimarahmenkonvention (UNFCCC) der Vereinten Nationen mit dem Ziel des Klimaschutzes dienen soll. Dieses Protokoll besagt, dass die Industriestaaten ihren Ausstoß an Treibhausgasen bis 2012 um insgesamt 5,2 Prozent gegenüber dem Stand von 1990 verringern sollen. Entwicklungsländer haben das Abkommen ebenfalls unterzeichnet, sind aber von den Verpflichtungen befreit. Das Kyoto-Protokoll ist seit dem 16. Februar 2005 für die Teilnehmerstaaten bindend. In der Praxis bedeutet das, dass die vereinbarten Ziele eingehalten werden müssen, ansonsten treten Sanktionen in Kraft. Es schlossen sich um die 188 Staaten an das Kyoto-Protokoll an, jedoch konnte man bis ins Jahr 2015 nicht alle Staaten erreichen. Nach der Verlängerung des Protokolls bis in das Jahr 2020 verkündeten am 8. Dezember 2012 Russland, Kanada, Japan und Neuseeland ihren Austritt.
Die USA haben das Kyoto-Protokoll bis heute nicht ratifiziert. Kanada ist im Jahr 2013 ausgetreten.
- Der Verlust von natürlichen Ressourcen wie zum Beispiel die von Seen und Wäldern muss umgehend gestoppt werden.

Auch bis in das Jahr 2015 konnte dieses Ziel nicht erreicht werden. Die Biodiversität ist immer noch starken Bedrohungen ausgesetzt. Darunter zählt der Verlust von Lebensräumen, die Verschmutzung von Wäldern und Städten, übermäßige Ausbeutung von Ressourcen, invasive gebietsfremde Arten sowie der Klimawandel. Auch hier wird zur Verwirklichung des Zieles ein neuer Zeitraum angegeben. Dieser zieht sich bis in das Jahr 2020.
- Ein „Welt-Solidaritätsfonds“ soll der Armutsbekämpfung entgegenwirken. Dieser Fonds soll auf freiwilligen Beiträgen basieren.

Berichten zufolge existieren verschiedene Solidaritätsfonds auf nationaler Ebene, die auf freiwilligen Beiträgen basieren. Jedoch reichen diese Mittel mit zahlreichen anderen Mitteln zur Armutsbekämpfung in den meisten Ländern nicht aus.
- Der Anteil der Menschen ohne Zugang zu sauberem Trinkwasser soll bis 2015 halbiert werden.

Zugang zu sauberem Trinkwasser sowie zu Abwassersystemen wurde von den Vereinten Nationen 2010 als grundlegendes Menschenrecht anerkannt. In einigen Entwicklungsländern besteht immer noch Handlungsbedarf. Innerhalb dieser Länder wird versucht, mit Hilfe von Infrastruktur-Projekten diese Lage zu verbessern. Hierbei kann man deutliche Erfolge erkennen. Bisweilen bleiben die angestrebten positiven Gesundheitsauswirkungen allerdings hinter den Erwartungen zurück. Laut einem Zwischenbericht im Jahr 2013 hat man dieses Ziel sogar schon im Jahr 2010 erreicht.
Schlussfolgernd kann man sagen, dass im Bereich der Nachhaltigen Entwicklung nicht alle Ziele bis ins Jahr 2015 ausreichend umgesetzt wurden. Der Bereich der Nachhaltigkeit musste sich schon in den letzten Jahrzehnten behaupten. Schon 2002 in Johannesburg misslang es den Delegierten, einen wirksamen Aktionsplan für die Umsetzung der Nachhaltigkeitspolitik aufzustellen. In der Rio-de-Janeiro-Konferenz kam hinzu, dass Wirtschaftswachstum als Mittel für Entwicklung und Armutsbekämpfung in den Vordergrund rückte. Hier kann man deutlich erkennen, dass sich das Ziel „Umweltschutz“ bis heute noch gegenüber den Zielen „Wachstum und sozialen Fortschritt“ behaupten muss.